# Charibatia
Charibatia is een census town in het district Cuttack van de Indiase staat Odisha. 

## Demografie
Volgens de Indiase volkstelling van 2001 wonen er 5232 mensen in Charibatia, waarvan 54% mannelijk en 46% vrouwelijk is. De plaats heeft een alfabetiseringsgraad van 85%. 